# Антуриум отличный
Анту́риум отли́чный, Антуриум величественный (лат. Anthúrium magnificum) — многолетнее травянистое вечнозелёное растение, вид рода Антуриум (Anthurium) семейства Ароидные, или Аронниковые (Araceae).

## Ботаническое описание
Наземные и эпифитные растения, хемиэпифиты.
Листья 50—60 см длиной, 40—50 см шириной, глубоко сердцевидные, кожистые, оливково-зелёные, с более светлыми жилками. Черешок четырёхгранный, узкокрылатый, 25—35 см длиной.
Покрывало зелёное или ярко-красное, лиловатое, 15—20 см длиной, 4 см шириной. Ось соцветия 50—60 см длиной, слабо крылатая.

## Распространение
Растёт в тропических влажных лесах, в Андах Колумбии.